# Điện thoại di động

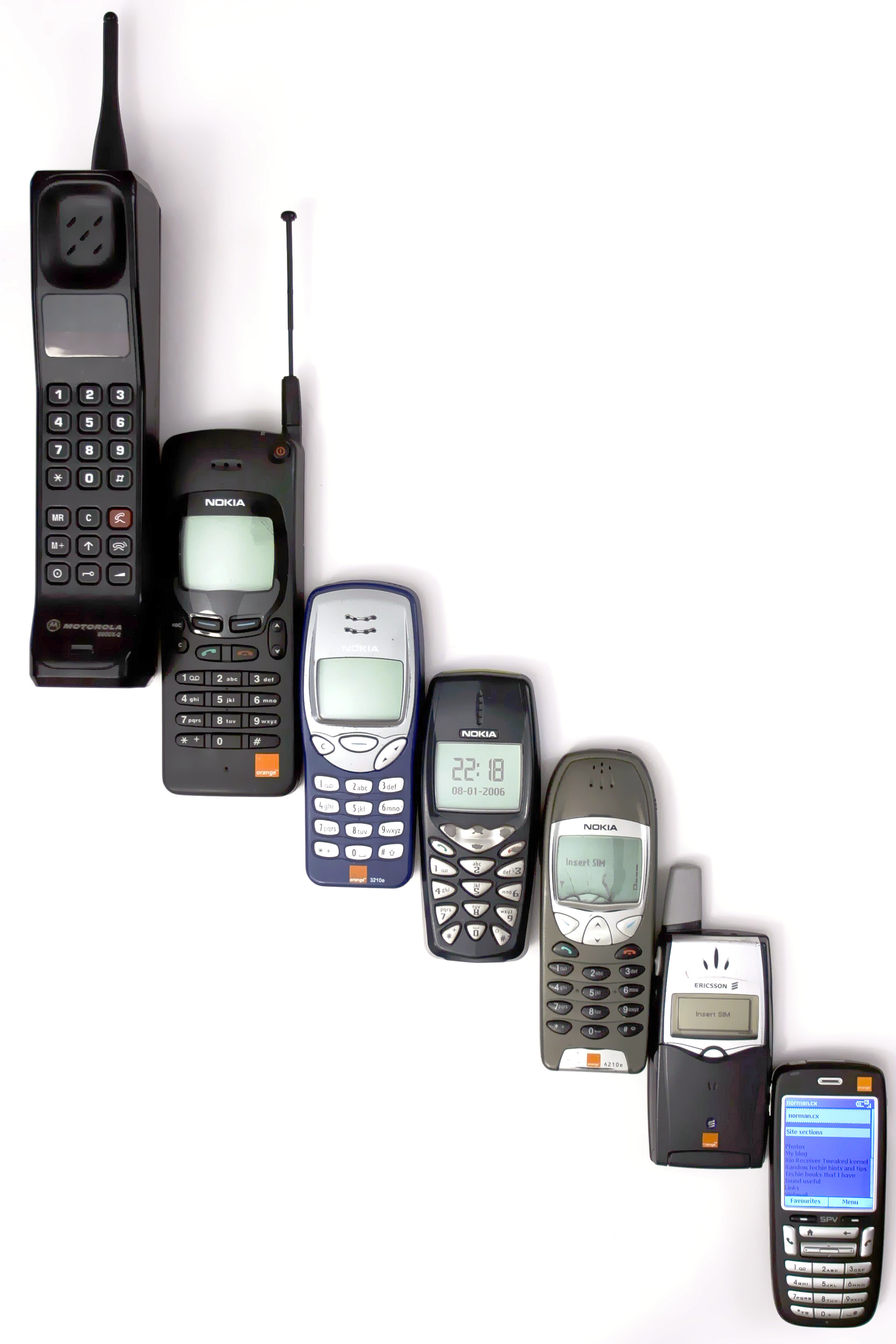
Quá trình phát triển của điện thoại di động, cho tới một điện thoại thông minh đời đầu

Điện thoại di động (ĐTDĐ), còn gọi là điện thoại cầm tay, điện thoại bỏ túi, là loại điện thoại có thể thực hiện và nhận cuộc gọi thoại thông qua kết nối dựa trên tần số vô tuyến vào mạng viễn thông trong khi người dùng đang di chuyển trong khu vực dịch vụ. Kết nối vô tuyến thiết lập kết nối với các hệ thống chuyển mạch của nhà khai thác mạng di động, cung cấp quyền truy cập vào mạng điện thoại chuyển mạch công cộng (PSTN). Các dịch vụ điện thoại di động hiện đại sử dụng kiến trúc mạng tế bào(cellular network) và do đó, điện thoại di động được gọi là cellular telephones hay cell phones, tại Bắc Mỹ. Ngoài dịch vụ thoại, điện thoại di động từ những năm 2000 còn hỗ trợ nhiều dịch vụ khác, chẳng hạn như SMS, MMS, email, truy cập Internet, liên lạc không dây tầm ngắn (hồng ngoại, Bluetooth), ứng dụng doanh nghiệp, video game, và chụp ảnh kỹ thuật số. Điện thoại di động chỉ cung cấp các khả năng đó được gọi là feature phone; điện thoại di động cung cấp khả năng tính toán tiên tiến rất lớn được gọi là smartphone.
Sự phát triển của công nghệ oxit bán dẫn (MOS) vi mạch mật độ cao (LSI), lý thuyết thông tin và mạng di động dẫn đến sự phát triển của truyền thông di động giá cả phải chăng. Điện thoại di động cầm tay đầu tiên được trình diễn bởi John F. Mitchell và Martin Cooper của Motorola năm 1973, sử dụng một thiết bị cầm tay nặng 2 kilogram (4.4 lbs). Năm 1979, Nippon Telegraph and Telephone (NTT) đã ra mắt mạng di động đầu tiên trên thế giới tại Nhật Bản. Năm 1983, DynaTAC 8000x là điện thoại di động cầm tay thương mại đầu tiên có sẵn. Từ năm 1983 đến 2014, số thuê bao điện thoại di động trên toàn thế giới đã tăng lên hơn bảy tỷ — đủ để cung cấp một chiếc cho mỗi người trên Trái Đất. Trong quý I/2016, các nhà phát triển điện thoại thông minh hàng đầu trên toàn thế giới là Samsung, Apple, và Huawei, và doanh số điện thoại thông minh chiếm 78% tổng doanh số điện thoại di động. Đối với điện thoại cơ bản (tiếng lóng: "dumbphones") tính đến  năm 2016, lớn nhất là Samsung, Nokia, và Alcatel.

## Lịch sử

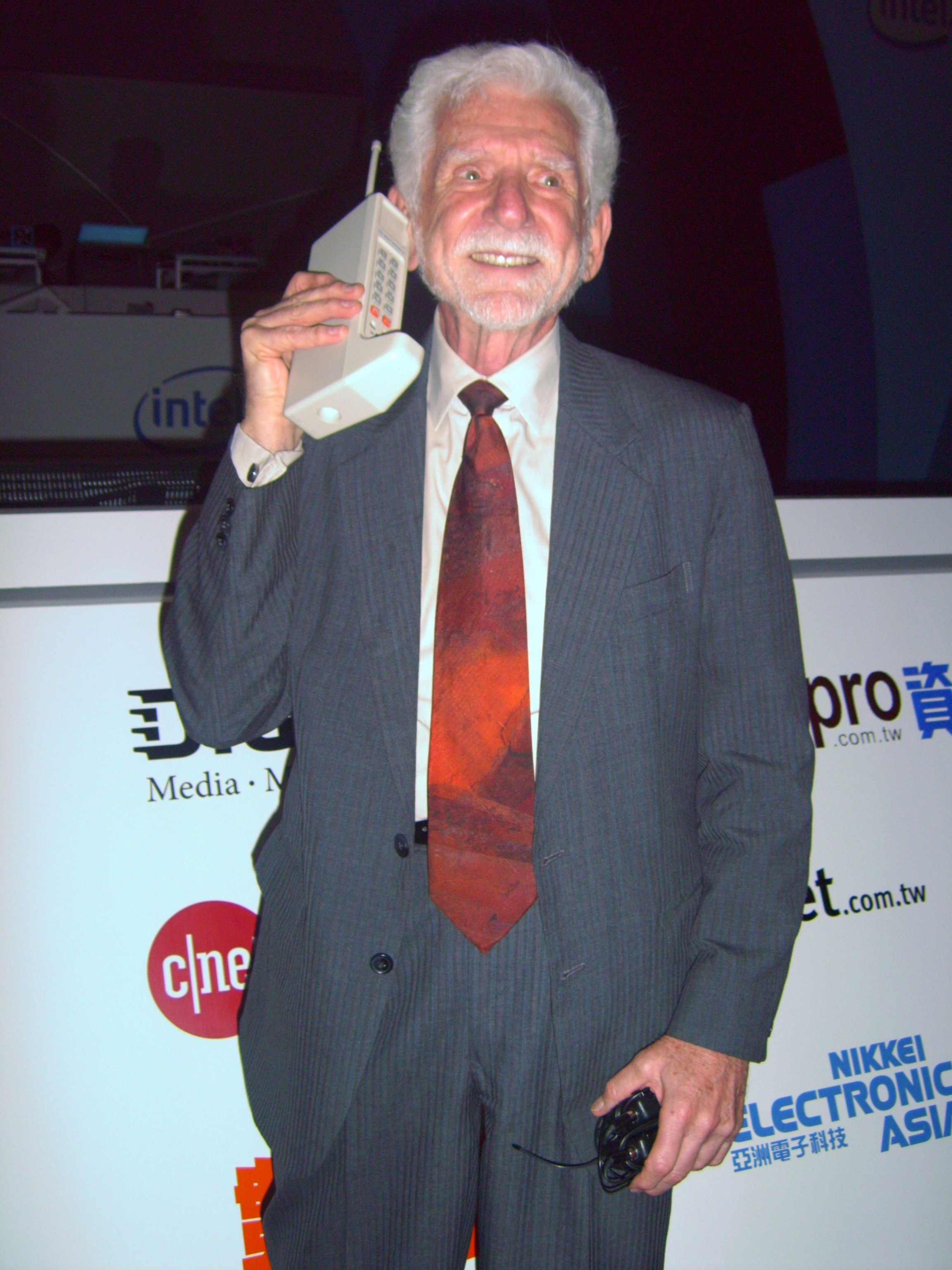
Martin Cooper của Motorola đã thực hiện cuộc gọi điện thoại di động công khai đầu tiên trên một nguyên mẫu DynaTAC vào ngày 3 tháng 4 năm 1973. Đây là sự tái hiện vào năm 2007.

Ngày 10 tháng 3 năm 1876 được coi là mốc son đánh dấu sự ra đời của điện thoại. Cha đẻ của chiếc điện thoại đầu tiên là Antonio Meucci nhưng người được cấp bằng sáng chế là Alexander Graham Bell. Chiếc máy thô sơ có thể truyền được giọng nói này đã mở ra một kỷ nguyên phát triển mới trong lịch sử thông tin liên lạc, thay thế cho điện tín.
Một dịch vụ điện thoại vô tuyến di động cầm tay đã được hình dung trong giai đoạn đầu của kỹ thuật vô tuyến. Năm 1917, nhà phát minh người Phần Lan Eric Tigerstedt đã nộp bằng sáng chế cho một "điện thoại gấp bỏ túi với micro carbon rất mỏng". Tiền thân của điện thoại di động bao gồm thông tin vô tuyến tương tự từ ships và trains. Cuộc đua tạo ra các thiết bị điện thoại di động thực sự bắt đầu sau Thế chiến II, với sự phát triển diễn ra ở nhiều quốc gia. Những tiến bộ của điện thoại di động đã được bắt nguồn từ các "thế hệ" kế tiếp, bắt đầu với các dịch vụ thế hệ đầu tiên (0G), như Mobile Telephone Service của Bell System và bản kế thừa của nó,Improved Mobile Telephone Service. Các hệ thống 0G này không di động, hỗ trợ vài cuộc gọi đồng thời và rất tốn kém.

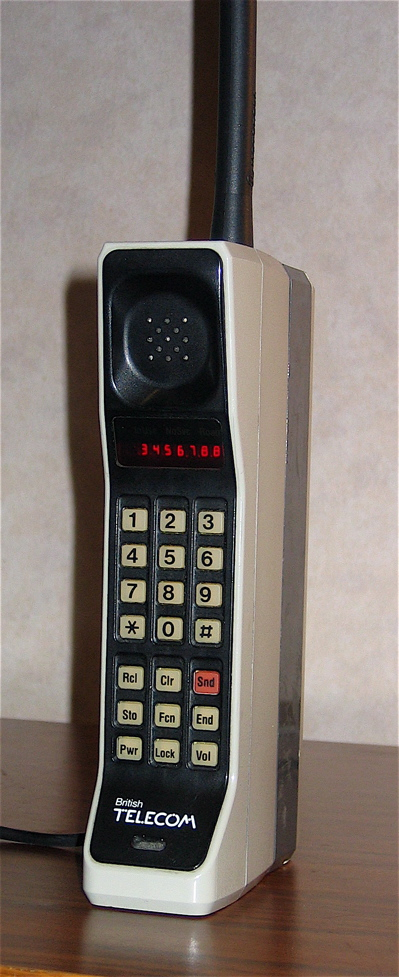
The Motorola DynaTAC 8000X. Điện thoại di động cầm tay đầu tiên có bán trên thị trường, 1984.

Năm 1967, chiếc điện thoại được coi là "di động" đầu tiên trình làng với tên gọi Carry Phone, rất cồng kềnh cho việc di chuyển vì nó nặng đến 4,5 kg. Sự phát triển của công nghệ oxit bán dẫn(MOS) Vi mạch mật độ cao (LSI), Lý thuyết thông tin và mạng di động dẫn đến sự phát triển của truyền thông di động giá cả phải chăng. Điện thoại di động cầm tay đầu tiên được trình bày bởi John F. Mitchell và Martin Cooper của Motorola vào năm 1973, sử dụng một chiếc điện thoại nặng 2 kilôgam (4,4 lb). Mạng di động tương tự tự động (1G) thương mại đầu tiên được ra mắt tại Nhật Bản bởi Nippon Telegraph and Telephone vào năm 1979. Điều này được tiếp nối vào năm 1981 bởi sự ra mắt đồng thời của hệ thống Nordic Mobile Telephone (NMT) tại Đan Mạch, Phần Lan, Na Uy và Thụy Điển. Một số quốc gia khác sau đó đã theo dõi vào đầu những năm 1980.  Các hệ thống thế hệ đầu tiên (1G) này có thể hỗ trợ nhiều cuộc gọi đồng thời hơn nhưng vẫn sử dụng công nghệ di động tương tự. Năm 1983, DynaTAC 8000x là điện thoại di động cầm tay thương mại đầu tiên.
Mạng di động kỹ thuật số xuất hiện vào những năm 1990, được kích hoạt bởi việc áp dụng rộng rãi các bộ khuếch đại công suất RF dựa trên MOSFET (nguồn MOSFET và LDMOS) và mạch RF (RF CMOS), dẫn đến việc giới thiệu xử lý tín hiệu số trong truyền thông không dây. Năm 1991, công nghệ tế bào kỹ thuật số thế hệ thứ hai (2G) đã được Radiolinja ra mắt tại Phần Lan theo tiêu chuẩn GSM. Điều này đã gây ra sự cạnh tranh trong lĩnh vực này khi các nhà khai thác mới thách thức các nhà khai thác mạng 1G đương nhiệm.
Pin lithium-ion, nguồn năng lượng không thể thiếu cho các thiết bị di động hiện đại, đã được Sony và Asahi Kasei thương mại hóa vào năm 1991. Năm 2001, thế hệ thứ 3 (3G) đã được NTT DoCoMo ra mắt tại Nhật Bản theo tiêu chuẩn WCDMA. Tiếp theo là 3.5G, 3G+ hay cải tiến 3G dựa trên truy cập gói tốc độ cao (HSPA), cho phép các mạng UMTS có tốc độ và dung lượng truyền dữ liệu cao hơn.
Đến năm 2009, một điều rõ ràng là đến một lúc nào đó, mạng 3G sẽ bị choáng ngợp bởi sự phát triển của các ứng dụng sử dụng nhiều băng thông, như stream. Do đó, ngành công nghiệp bắt đầu tìm đến các công nghệ thế hệ thứ tư được tối ưu hóa dữ liệu, với lời hứa cải thiện tốc độ lên gấp 10 lần so với các công nghệ 3G hiện có. Hai công nghệ thương mại đầu tiên được quảng cáo là 4G là chuẩn WiMAX, được cung cấp tại Bắc Mỹ bởi Sprint và chuẩn LTE, lần đầu tiên được cung cấp tại Scandinavia bởi TeliaSonera.
5G là một công nghệ và thuật ngữ được sử dụng trong các tài liệu và dự án nghiên cứu để biểu thị giai đoạn quan trọng tiếp theo trong các chuẩn viễn thông di động ngoài các tiêu chuẩn 4G/IMT-Advanced. Thuật ngữ 5G không được sử dụng chính thức trong bất kỳ thông số kỹ thuật hoặc tài liệu chính thức nào được công bố bởi các công ty viễn thông hoặc cơ quan tiêu chuẩn hóa như 3GPP, WiMAX Forum hay ITU-R. Các chuẩn mới sau 4G hiện đang được các cơ quan tiêu chuẩn hóa phát triển, nhưng tại thời điểm này, chúng được xem như dưới chiếc ô 4G, không dành cho thế hệ di động mới.

## Phân loại

Số thuê bao di động băng thông rộng đang hoạt động trên 100 dân.

### Smartphone
Smartphones có một số tính năng phân biệt. International Telecommunication Union ước đoán những người có kết nối Internet, được gọi là Active Mobile-Broadband subscriptions (bao gồm cả máy tính bảng,...). Tại các nước phát triển, điện thoại thông minh hiện đã vượt qua việc sử dụng các hệ thống di động trước đó. Tuy nhiên, ở các nước đang phát triển, chúng chiếm khoảng 50% điện thoại di động.

### Điện thoại phổ thông
Điện thoại phổ thông là một thuật ngữ thường được sử dụng như một từ viết tắt để mô tả điện thoại di động bị hạn chế về tính năng trái ngược với smartphone hiện đại. Điện thoại phổ thông thường cung cấp chức năng gọi thoại và nhắn tin văn bản, ngoài các khả năng đa phương tiện và Internet cơ bản và các dịch vụ khác được cung cấp bởi nhà cung cấp dịch vụ không dây của người dùng. Một điện thoại phổ thông được bổ sung nhiều tính năng hơn so với điện thoại cơ bản vốn chỉ hỗ trợ các dịch vụ gọi thoại và nhắn tin văn bản. Điện thoại phổ thông và điện thoại cơ bản có xu hướng sử dụng một phần mềm và giao diện người dùng độc quyền, được thiết kế tùy chỉnh. Ngược lại, điện thoại thông minh thường sử dụng một hệ điều hành di động thường chia sẻ những đặc điểm chung trên các thiết bị.

## Sử dụng

### Tổng quan

Thuê bao di động trên 100 dân. Số liệu ước tính năm 2014.

Điện thoại di động được sử dụng cho nhiều mục đích khác nhau, chẳng hạn như giữ liên lạc với các thành viên trong gia đình, để tiến hành kinh doanh và để có thể truy cập điện thoại trong trường hợp khẩn cấp.  Một số người mang nhiều điện thoại di động cho các mục đích khác nhau, chẳng hạn như cho mục đích kinh doanh và sử dụng cá nhân. Nhiều thẻ SIM có thể được sử dụng để tận dụng lợi ích của các gói cước khác nhau. Ví dụ: một gói cụ thể có thể cung cấp các cuộc gọi nội hạt rẻ hơn, các cuộc gọi đường dài, các cuộc gọi quốc tế hoặc chuyển vùng.
Điện thoại di động đã được sử dụng trong nhiều bối cảnh đa dạng trong xã hội. Ví dụ:
- Một nghiên cứu của Motorola cho thấy một phần mười thuê bao di động có một chiếc điện thoại thứ hai thường được giữ bí mật với các thành viên khác trong gia đình. Những điện thoại này có thể được sử dụng để tham gia vào các hoạt động như ngoại tình hoặc giao dịch kinh doanh bí mật.[21]
- Một số tổ chức hỗ trợ nạn nhân của bạo lực gia đình bằng cách cung cấp cho họ điện thoại di động để sử dụng trong trường hợp khẩn cấp. Đây thường là những điện thoại tân trang.[22]
- Sự ra đời của nhắn tin văn bản rộng rãi đã dẫn đến tiểu thuyết điện thoại di động, thể loại văn học đầu tiên xuất hiện từ thời đại di động, thông qua tin nhắn văn bản đến một trang web thu thập toàn bộ tiểu thuyết.[23]
- Điện thoại di động cũng tạo điều kiện cho hoạt động và báo chí công cộng được triển khai bởi nhiều tờ báo lớn cũng như nhiều tờ báo độc lập nhỏ.
- Liên Hợp Quốc báo cáo rằng điện thoại di động đã lan truyền nhanh hơn bất kỳ hình thức công nghệ nào khác và có thể cải thiện sinh kế của những người nghèo nhất ở các nước đang phát triển, bằng cách cung cấp quyền truy cập thông tin ở những nơi không có điện thoại cố định hoặc Internet, đặc biệt là ở những nơi kém phát triển nhất các nước. Việc sử dụng điện thoại di động cũng tạo ra vô số doanh nghiệp siêu nhỏ, bằng cách cung cấp các công việc như sửa chữa hoặc tân trang thiết bị cầm tay.[24]
- Tại Mali và các nước châu Phi khác, mọi người thường đi từ làng này sang làng khác để cho bạn bè và người thân biết về đám cưới, sinh nhật và các sự kiện khác. Điều này bây giờ có thể tránh được ở các khu vực có vùng phủ sóng di động, thường rộng hơn so với các khu vực chỉ thâm nhập đường bộ.
- Ngành công nghiệp TV gần đây đã bắt đầu sử dụng điện thoại di động để thúc đẩy xem truyền hình trực tiếp thông qua các ứng dụng di động, quảng cáo, truyền hình xã hội và TV di động. Người ta ước tính rằng 86% người Mỹ sử dụng điện thoại di động của họ trong khi xem TV.
- Ở một số nơi trên thế giới, chia sẻ điện thoại di động là phổ biến. Chia sẻ điện thoại di động là phổ biến ở thành thị Ấn Độ, vì gia đình và nhóm bạn bè thường chia sẻ một hoặc nhiều điện thoại di động giữa các thành viên của họ. Có những lợi ích kinh tế rõ ràng, nhưng thường các phong tục gia đình và vai trò giới truyền thống đóng một phần.[25] Một ngôi làng chỉ có quyền truy cập vào một điện thoại di động, có thể thuộc sở hữu của một giáo viên hoặc nhà truyền giáo, có sẵn cho tất cả các thành viên trong làng cho các cuộc gọi cần thiết.[26]

### Phân phối nội dung
Năm 1998, một trong những ví dụ đầu tiên về phân phối và bán nội dung truyền thông qua điện thoại di động là việc bán nhạc chuông của Radiolinja tại Phần Lan.  Ngay sau đó, các nội dung truyền thông khác xuất hiện, như tin tức, trò chơi video, truyện cười, tử vi, nội dung truyền hình và quảng cáo. Hầu hết nội dung ban đầu cho điện thoại di động có xu hướng là bản sao của phương tiện truyền thông cũ, chẳng hạn như quảng cáo biểu ngữ hoặc video clip nổi bật trên TV. Gần đây, nội dung độc đáo cho điện thoại di động đã xuất hiện, từ nhạc chuông và nhạc chờ cho đến nội dung video được sản xuất dành riêng cho điện thoại di động.

### Mobile banking và thanh toán di động

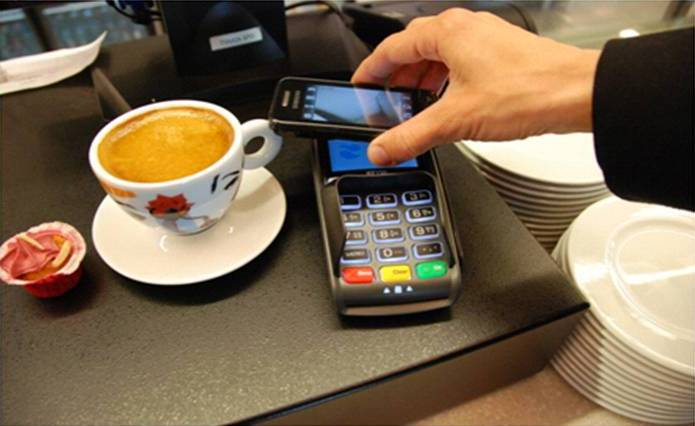
Hệ thống thanh toán di động.

Ở nhiều quốc gia, điện thoại di động được sử dụng để cung cấp dịch vụ Mobile Banking, bao gồm khả năng thanh toán tiền mặt bằng tin nhắn văn bản SMS an toàn. Ví dụ dịch vụ mobile banking M-PESA của Kenya,cho phép khách hàng của nhà khai thác điện thoại di động Safaricom giữ số dư tiền mặt trong tài khoản của thẻ SIM của họ. Tiền mặt có thể được gửi hoặc rút từ tài khoản M-PESA tại các cửa hàng bán lẻ Safaricom ở khắp cả nước và có thể được chuyển từ người này sang người khác và được sử dụng để thanh toán hóa đơn cho các công ty.
Ngân hàng không chi nhánh cũng đã thành công ở Philippines. Một dự án thí điểm ở Bali đã được đưa ra vào năm 2011 bởi International Finance Corporation và một ngân hàng Indonesia, Bank Mandiri.
Một ứng dụng khác của công nghệ mobile banking là  Zidisha, một nền tảng cho vay vi mô phi lợi nhuận có trụ sở tại Mỹ, cho phép cư dân của các nước đang phát triển tạo lập các khoản vay kinh doanh nhỏ từ người dùng Web trên toàn thế giới. Zidisha dùng mobile banking để giải ngân và trả nợ, chuyển tiền từ người cho vay ở Mỹ sang người vay ở vùng nông thôn châu Phi có điện thoại di động và có thể sử dụng Internet.
Thanh toán di động lần đầu tiên được thử nghiệm ở Phần Lan vào năm 1998 khi hai máy bán hàng tự động của Coca-Cola ở Espoo được kích hoạt để hoạt động với thanh toán SMS. Cuối cùng, ý tưởng đã lan rộng và vào năm 1999, Philippines đã cho ra mắt hệ thống thanh toán di động thương mại đầu tiên của đất nước với các nhà mạng Globe và Smart.
Một số điện thoại di động có thể thực hiện thanh toán di động thông qua các chương trình thanh toán di động trực tiếp hoặc thông qua thanh toán không tiếp xúc nếu điện thoại và điểm bán hàng hỗ trợ near field communication (NFC). Việc kích hoạt thanh toán không tiếp xúc thông qua điện thoại di động được trang bị NFC đòi hỏi sự hợp tác của các nhà sản xuất, nhà mạng và thương nhân bán lẻ.

### Giám sát di động
Điện thoại di động thường được sử dụng để thu thập dữ liệu vị trí. Trong khi điện thoại được bật, vị trí địa lý của điện thoại di động có thể được xác định dễ dàng (cho dù nó có được sử dụng hay không) bằng cách sử dụng một kỹ thuật gọi là multilateration để tính toán sự khác biệt về thời gian để tín hiệu truyền từ điện thoại di động sang từng điện thoại của một số trạm BTS gần chủ sở hữu của điện thoại.
Chuyển động của người dùng điện thoại di động có thể được theo dõi bởi nhà cung cấp dịch vụ của họ và nếu muốn, bởi các cơ quan thực thi pháp luật và chính phủ của họ. Cả thẻ SIM và thiết bị cầm tay đều có thể được theo dõi.
Trung Quốc đã đề xuất sử dụng công nghệ này để theo dõi mô hình đi lại của cư dân thành phố Bắc Kinh. Tại Anh và Mỹ, các cơ quan thực thi pháp luật và tình báo sử dụng điện thoại di động để thực hiện các hoạt động giám sát. Họ sở hữu công nghệ cho phép họ kích hoạt micrô trong điện thoại di động từ xa để nghe các cuộc hội thoại diễn ra gần điện thoại.
Hacker có thể theo dõi vị trí của điện thoại, đọc tin nhắn và ghi âm cuộc gọi, chỉ bằng cách biết số điện thoại.

### Trong khi lái xe

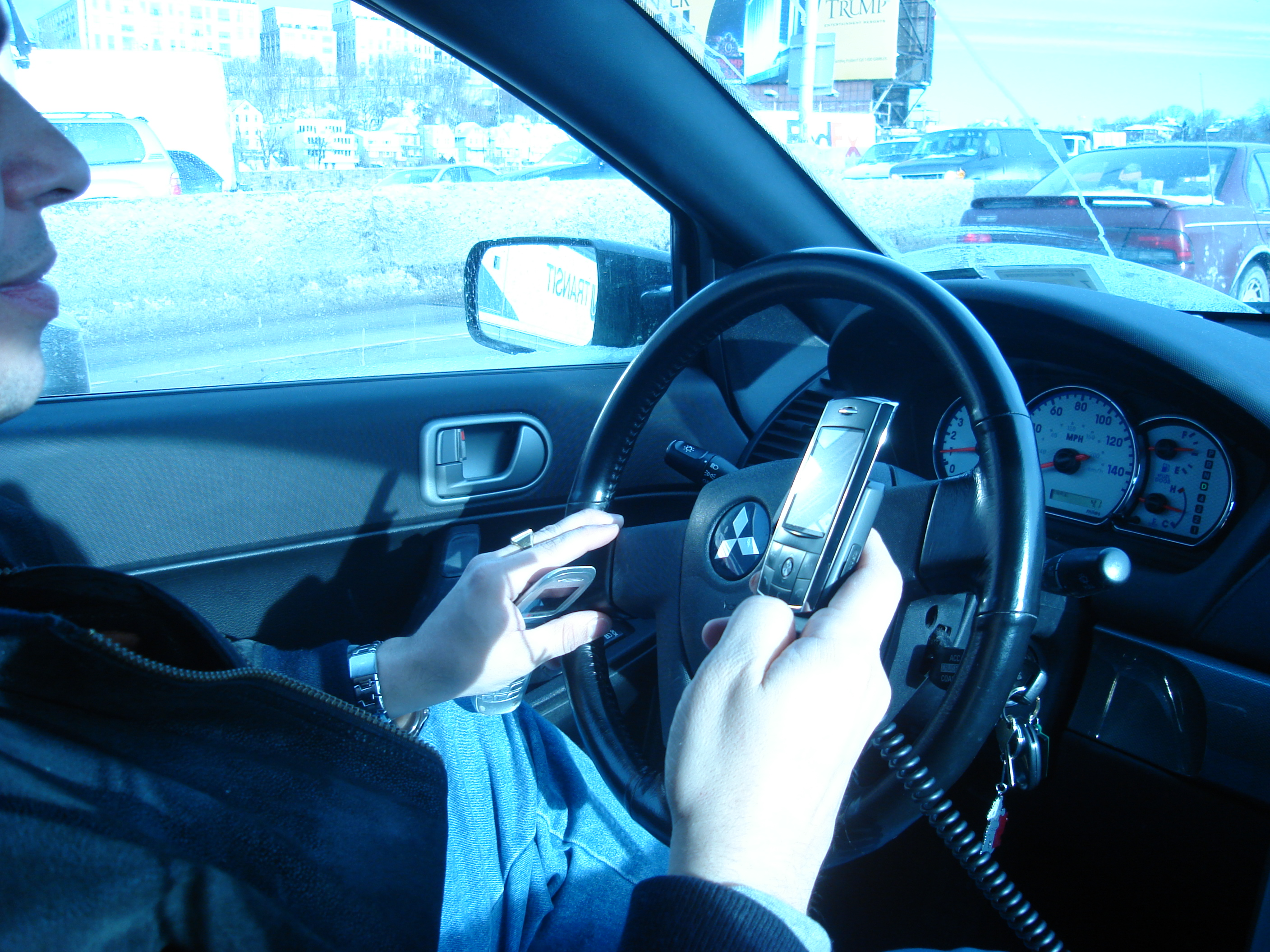
Một tài xế sử dụng điện thoại di động bằng hai tay cùng một lúc.

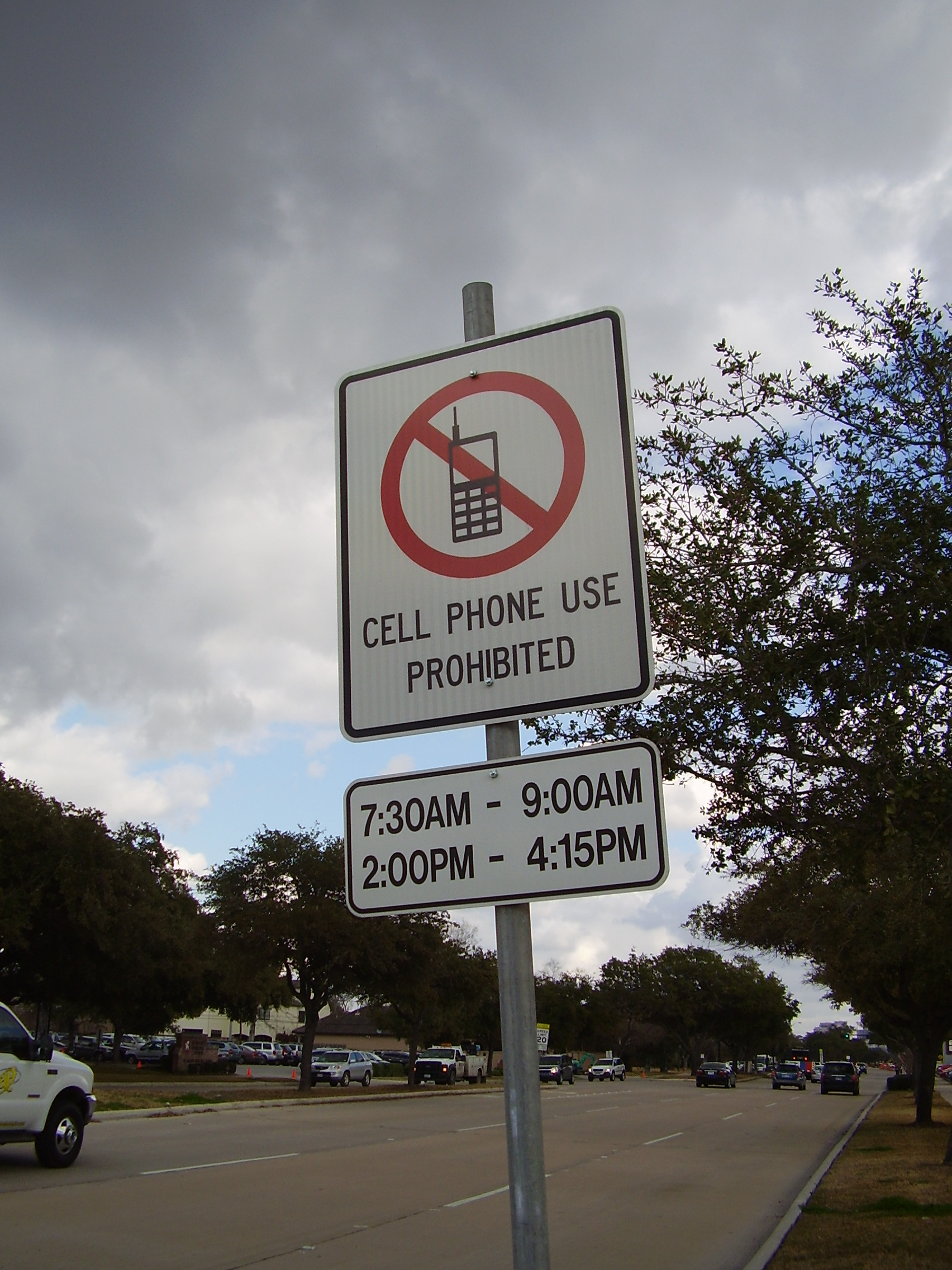
Một biển báo ở Mỹ hạn chế sử dụng điện thoại di động vào một số thời điểm nhất định trong ngày (không sử dụng điện thoại di động trong khoảng thời gian từ 7:30 đến 9:00 sáng và 2:00-4:15 chiều)

Sử dụng điện thoại di động trong khi lái xe, bao gồm nói chuyện trên điện thoại, nhắn tin hoặc vận hành các tính năng khác của điện thoại, là phổ biến nhưng gây tranh cãi. Nó được coi là nguy hiểm do lái xe mất tập trung. Bị mất tập trung trong khi vận hành một chiếc xe cơ giới đã được chứng minh là làm tăng nguy cơ tai nạn. Vào tháng 9 năm 2010, Cơ quan Quản lý An toàn Giao thông Quốc lộ Mỹ (NHTSA) đã báo cáo rằng 995 người đã bị chết bởi các tài xế mất tập trung bởi điện thoại di động. Tháng 3 năm 2011, một công ty bảo hiểm của Mỹ, State Farm Insurance, đã công bố kết quả của một nghiên cứu cho thấy 19% tài xế được khảo sát truy cập Internet trên điện thoại thông minh khi lái xe. Nhiều khu vực pháp lý nghiêm cấm sử dụng điện thoại di động khi lái xe. Tại Ai Cập, Israel, Nhật Bản, Bồ Đào Nha và Singapore, cả việc sử dụng điện thoại di động và rảnh tay (sử dụng loa ngoài) đều bị cấm. Ở các quốc gia khác, bao gồm Vương quốc Anh và Pháp và ở nhiều tiểu bang của Hoa Kỳ, chỉ cấm sử dụng điện thoại cầm tay trong khi cho phép sử dụng rảnh tay.
Một nghiên cứu năm 2011 đã báo cáo rằng hơn 90% sinh viên đại học đã nghiên  văn bản (bắt đầu, trả lời hoặc đọc) trong khi lái xe.
Các tài liệu khoa học về sự nguy hiểm của việc lái xe trong khi gửi tin nhắn văn bản từ điện thoại di động, hoặc nhắn tin trong khi lái xe, bị hạn chế. Một nghiên cứu mô phỏng tại Đại học Utah đã tìm thấy sự gia tăng gấp sáu lần các vụ tai nạn liên quan đến mất tập trung khi nhắn tin.
Do sự phức tạp ngày càng tăng của điện thoại di động, chúng thường giống máy tính di động hơn trong việc sử dụng có sẵn.  Điều này đã gây thêm khó khăn cho các quan chức thực thi pháp luật khi cố gắng phân biệt việc sử dụng này với việc sử dụng khác trong trình điều khiển sử dụng thiết bị của họ. Điều này thể hiện rõ hơn ở các quốc gia cấm sử dụng cả cầm tay và rảnh tay, thay vì các quốc gia chỉ cấm sử dụng cầm tay, vì các quan chức không thể dễ dàng biết được chức năng nào của điện thoại di động đang được sử dụng chỉ bằng cách nhìn vào trình điều khiển. Điều này có thể dẫn đến việc các tài xế bị dừng sử dụng thiết bị của họ bất hợp pháp cho một cuộc gọi điện thoại, trên thực tế, họ đang sử dụng thiết bị một cách hợp pháp, ví dụ như khi sử dụng các điều khiển kết hợp điện thoại cho âm thanh nổi trên xe hơi, GPS hay satnav.
Một nghiên cứu năm 2010 đã xem xét tỷ lệ sử dụng điện thoại di động trong khi đạp xe và những ảnh hưởng của nó đối với hành vi và an toàn. Vào năm 2013, một cuộc khảo sát quốc gia tại Mỹ đã báo cáo số lượng tài xế đã báo cáo sử dụng điện thoại di động của họ để truy cập Internet trong khi lái xe đã tăng lên gần ¼. Một nghiên cứu được thực hiện bởi Đại học Vienna đã kiểm tra các phương pháp để giảm sử dụng điện thoại di động không phù hợp và có vấn đề, chẳng hạn như sử dụng điện thoại di động khi lái xe.
Các vụ tai nạn liên quan đến một tài xế bị phân tâm khi nói chuyện trên điện thoại di động đã bắt đầu bị truy tố vì sơ suất tương tự như chạy quá tốc độ. Tại United Kingdom, từ ngày 27 tháng 2 năm 2007, những người lái xe bị bắt gặp sử dụng điện thoại di động cầm tay khi lái xe sẽ có ba điểm phạt bổ sung vào giấy phép của họ ngoài khoản tiền phạt £60. Sự gia tăng này được đưa ra để cố gắng ngăn chặn sự gia tăng các tài xế bỏ qua luật pháp. Nhật Bản cấm tất cả sử dụng điện thoại di động khi lái xe, bao gồm cả sử dụng các thiết bị rảnh tay. New Zealand đã cấm sử dụng điện thoại cầm tay kể từ ngày 1 tháng 11 năm 2009. Nhiều tiểu bang ở Hoa Kỳ đã cấm nhắn tin trên điện thoại di động khi lái xe. Illinois trở thành tiểu bang thứ 17 của Mỹ thực thi luật này. Tính đến  tháng 7 năm 2010, 30 tiểu bang đã cấm nhắn tin khi lái xe, với Kentucky trở thành sự bổ sung gần đây nhất vào ngày 15 tháng 7.
Public Health Law Research duy trì một danh sách các luật lái xe mất tập trung tại Hoa Kỳ. Cơ sở dữ liệu luật này cung cấp cái nhìn toàn diện về các quy định của pháp luật hạn chế sử dụng thiết bị liên lạc di động khi lái xe cho tất cả 50 tiểu bang và Quận Columbia giữa năm 1992 khi luật đầu tiên được thông qua, đến ngày 1 tháng 12 năm 2010. Bộ dữ liệu chứa thông tin về 22 biến nhị phân, liên tục hoặc phân loại bao gồm, ví dụ, các hoạt động được quy định (ví dụ: nhắn tin so với nói chuyện, rảnh tay so với cầm tay), dân số được nhắm mục tiêu và miễn trừ.
Vào năm 2010, ước tính 1500 người đi bộ đã bị thương ở Mỹ trong khi sử dụng điện thoại di động và một số khu vực pháp lý đã cố gắng cấm người đi bộ sử dụng điện thoại di động của họ.

### Tác động đến sức khỏe
Ảnh hưởng của bức xạ điện thoại di động đối với sức khỏe con người là vấn đề tranh cãi từ lâu, là chủ đề được quan tâm và nghiên cứu gần đây, do kết quả của sự gia tăng lớn trong việc sử dụng điện thoại di động trên toàn thế giới. Điện thoại di động sử dụng bức xạ điện từ trong phạm vi vi sóng, mà một số người tin rằng có thể gây hại cho sức khỏe con người. Một lượng lớn các nghiên cứu tồn tại, cả dịch tễ học và thực nghiệm, ở động vật không phải người và ở người. Phần lớn nghiên cứu này cho thấy không có mối quan hệ nhân quả nhất định giữa việc tiếp xúc với điện thoại di động và các tác động sinh học có hại ở người. Điều này thường được diễn giải đơn giản là sự cân bằng của bằng chứng cho thấy không có hại cho con người từ điện thoại di động, mặc dù một số lượng đáng kể các nghiên cứu riêng lẻ cho thấy mối quan hệ như vậy, hoặc không có kết luận. Các hệ thống không dây kỹ thuật số khác, như mạng truyền thông dữ liệu, tạo ra bức xạ tương tự. Sóng điện từ do các thiết bị không dây như điện thoại di động, máy tính bảng, Wi-Fi, v.v., phát ra có liên quan với nhiều nguy cơ sức khỏe, từ ung thư tới các bệnh não như bệnh Parkinson và Alzheimer.
Một số nghiên cứu gần đây đã tìm thấy mối liên quan giữa việc sử dụng điện thoại di động và một số loại u não và tuyến nước bọt. Lennart Hardell và các tác giả khác của phân tích tổng hợp năm 2009 gồm 11 nghiên cứu từ các tạp chí đánh giá đã kết luận rằng việc sử dụng điện thoại di động trong ít nhất mười năm  "làm tăng gấp đôi nguy cơ bị chẩn đoán mắc khối u não ở cùng một bên ('ipsilonymous') đầu như ưu tiên sử dụng điện thoại di động".
Ngày 31 tháng 5 năm 2011 World Health Organization tuyên bố rằng việc sử dụng điện thoại di động có thể gây ra rủi ro sức khỏe lâu dài, phân loại bức xạ điện thoại di động là "có thể gây ung thư cho con người" sau khi một nhóm các nhà khoa học xem xét các nghiên cứu về an toàn điện thoại di động. Điện thoại di động thuộc loại 2B, xếp nó cùng với cà phê và các chất gây ung thư khác.
Một nghiên cứu về việc sử dụng điện thoại di động trong quá khứ được trích dẫn trong báo cáo cho thấy "nguy cơ mắc u thần kinh đệm (ung thư não) tăng 40% ở nhóm người dùng nặng cao nhất (trung bình báo cáo: 30 phút mỗi ngày trong khoảng thời gian 10 năm)". Đây là một sự đảo ngược của vị trí nghiên cứu trước đây rằng ung thư khó có thể gây ra bởi điện thoại di động hoặc trạm BTS của chúng và các đánh giá đã không tìm thấy bằng chứng thuyết phục cho các ảnh hưởng sức khỏe khác. Tuy nhiên, một nghiên cứu được công bố vào ngày 24 tháng 3 năm 2012, trên British Medical Journal đã đặt câu hỏi về những ước tính này vì sự gia tăng bệnh ung thư não không song song với việc tăng sử dụng điện thoại di động. Một số quốc gia, bao gồm cả Pháp, đã cảnh báo chống lại việc sử dụng điện thoại di động của trẻ vị thành niên nói riêng, do không chắc chắn về rủi ro sức khỏe. Ô nhiễm di động bằng cách truyền sóng điện từ có thể giảm tới 90% bằng cách sử dụng mạch như được thiết kế trong điện thoại di động và trao đổi di động.
Vào tháng 5 năm 2016, những phát hiện ban đầu về một nghiên cứu dài hạn của chính phủ Hoa Kỳ cho rằng bức xạ tần số vô tuyến (RF), loại phát ra từ điện thoại di động, có thể gây ung thư.
Tháng 2/2016 các nhà khoa học Israel công bố nghiên cứu xác định sóng điện thoại di động có ảnh hưởng tiêu cực đến sức khỏe sinh sản của nam giới, làm hư hại đến tinh trùng. Tuy nhiên cách đưa tin làm người đọc hiểu là "do sức nóng của điện thoại di động". Sự thật là điện thoại di động gửi mã liên lạc và lời thoại (đã số hóa) lên mạng bằng dãy xung vi ba ngắn liên tiếp nhau và cường độ tức thời khá mạnh, cỡ vài Watt, đủ làm biến tính protein của tinh trùng và của lò sản xuất chúng. Trong quá trình đó thì điện thoại nóng lên không đáng kể.

### Tác động giáo dục
Một nghiên cứu của London School of Economics cho thấy việc cấm điện thoại di động trong trường học có thể làm tăng kết quả học tập của học sinh, mang lại lợi ích tương đương với một tuần học thêm mỗi năm.

### Quy định chất thải điện tử

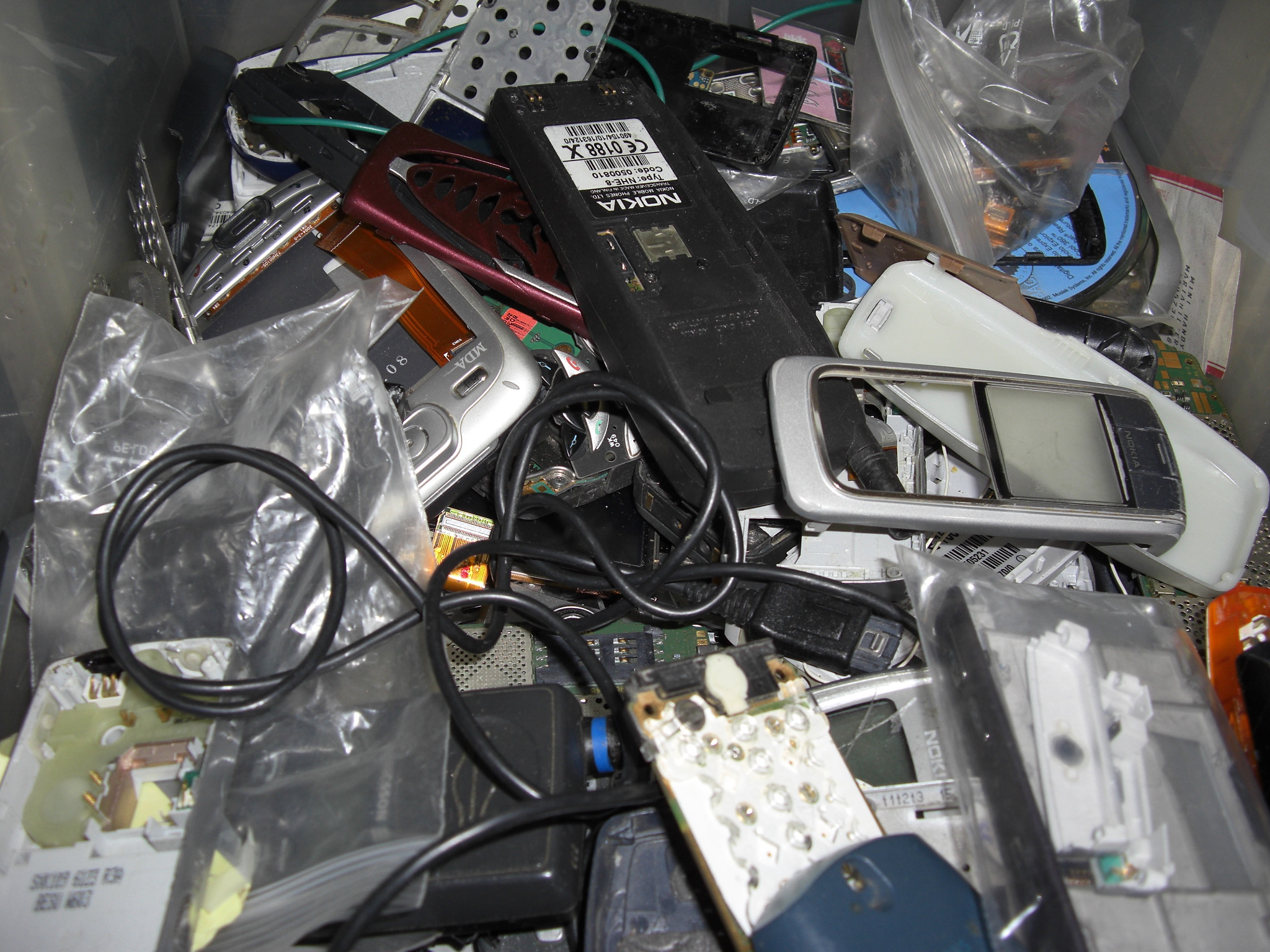
Điện thoại di động bị loại bỏ

Các nghiên cứu đã chỉ ra rằng khoảng 40% 50% tác động môi trường của điện thoại di động xảy ra trong quá trình sản xuất bảng mạch in và mạch tích hợp.
Người dùng trung bình thay thế điện thoại di động của họ sau mỗi 11 đến 18 tháng và các điện thoại bị loại bỏ sau đó góp phần gây lãng phí điện tử. Các nhà sản xuất điện thoại di động ở châu Âu tuân theo WEEE Directive và Úc đã đưa ra kế hoạch tái chế điện thoại di động.
Apple Inc. đã có một robot đặc biệt phân tách và sắp xếp các bộ phận có tên là Liam để tái chế những chiếc iPhone đã lỗi thời hoặc bị hỏng.[350]

### Trộm cắp
Theo Ủy ban Truyền thông Liên bang, cứ ba vụ cướp thì có một vụ liên quan đến trộm cắp điện thoại di động.  Dữ liệu cảnh sát ở San Francisco cho thấy một nửa số vụ cướp năm 2012 là trộm cắp điện thoại di động. Một kiến nghị trực tuyến trên Change.org, có tên Secure our Smartphones,kêu gọi các nhà sản xuất điện thoại thông minh cài đặt các công tắc tự hủy trong thiết bị của họ để khiến chúng không thể sử dụng được nếu bị đánh cắp. Bản kiến nghị này là một phần trong nỗ lực chung của Tổng chưởng lý New York Eric Schneiderman và Chưởng lý San Francisco George Gascón và được chuyển đến các CEO của các nhà sản xuất điện thoại thông minh và nhà mạng viễn thông lớn. Ngày 10 tháng 6 năm 2013, Apple tuyên bố rằng họ sẽ cài đặt "khóa tự hủy" trên hệ điều hành iPhone tiếp theo, ra mắt vào tháng 10 năm 2013.
Tất cả các điện thoại di động có một định danh duy nhất được gọi là IMEI.  Bất cứ ai cũng có thể báo cáo điện thoại của họ bị mất hoặc bị đánh cắp với Nhà cung cấp dịch vụ viễn thông của họ và IMEI sẽ được đưa vào danh sách đen với cơ quan đăng ký trung tâm. Các nhà mạng viễn thông, tùy thuộc vào quy định của địa phương có thể hoặc phải thực hiện chặn điện thoại trong danh sách đen trong mạng của họ. Tuy nhiên, có một số cách để phá vỡ danh sách đen. Một phương pháp là gửi điện thoại đến một quốc gia nơi các nhà mạng viễn thông không bắt buộc phải thực hiện danh sách đen và bán nó ở đó, một cách khác liên quan đến việc thay đổi số IMEI của điện thoại. Mặc dù vậy, điện thoại di động thường có ít giá trị hơn trên thị trường cũ nếu điện thoại IMEI gốc bị liệt vào danh sách đen.
Một ví dụ bất thường về hóa đơn điện thoại do trộm cắp (được báo cáo vào ngày 28 tháng 6 năm 2018) là khi một nhóm sinh học ở Ba Lan đặt máy theo dõi GPS trên một con cò trắng và thả nó; trong cuộc di cư mùa thu qua thung lũng Blue Nile ở miền đông Sudan một người nào đó đã cầm máy theo dõi GPS của con cò và tìm thấy trong đó một thẻ sim điện thoại, anh ta lắp nó vào điện thoại của mình và thực hiện cuộc gọi kéo dài 20 giờ trên đó, dẫn đến một hóa đơn 10,000 Polish zlotys (= $2700) cho nhóm sinh học.

### Xung đột khoáng sản
Nhu cầu về kim loại được sử dụng trong điện thoại di động và các thiết bị điện tử khác đã thúc đẩy Chiến tranh Congo lần hai,  đã cướp đi gần 5,5 triệu sinh mạng. Trong một tin tức năm 2012, The Guardian báo cáo: ""Trong các mỏ không an toàn nằm sâu dưới lòng đất ở phía đông Congo, trẻ em đang làm việc để khai thác khoáng sản cần thiết cho ngành công nghiệp điện tử. Lợi nhuận từ khoáng sản tài trợ cho cuộc xung đột đẫm máu nhất kể từ sau chiến tranh thế giới thứ hai; kéo dài gần 20 năm và gần đây đã bùng phát trở lại.... Trong 15 năm qua, Cộng hòa Dân chủ Congo là nguồn tài nguyên thiên nhiên chính cho ngành công nghiệp điện thoại di động." Công ty Fairphone đã làm việc để phát triển một điện thoại di động không chứa khoáng chất xung đột.

## Công nghệ
Mạng điện thoại di động của mỗi nhà cung cấp dịch vụ và mỗi quốc gia có sự khác nhau. Tuy nhiên, đều có điểm chung là tất cả điện thoại di động đều kết nối bằng sóng vô tuyến đến một trạm gốc nơi có gắn ăngten trên một trụ cao hoặc tòa nhà.
Điện thoại di động có bộ phát công suất thấp truyền thoại và dữ liệu đến trạm gốc gần nhất, thường không quá 8 đến 13 km. Khi bật máy điện thoại, việc đăng ký với tổng đài sẽ được thực hiện. Khi có cuộc gọi đến, tổng đài sẽ báo cho điện thoại di động. Khi người dùng di chuyển, điện thoại sẽ thực hiện chuyển giao đến các cell khác nhau.

## Một vài hình ảnh về điện thoại di động

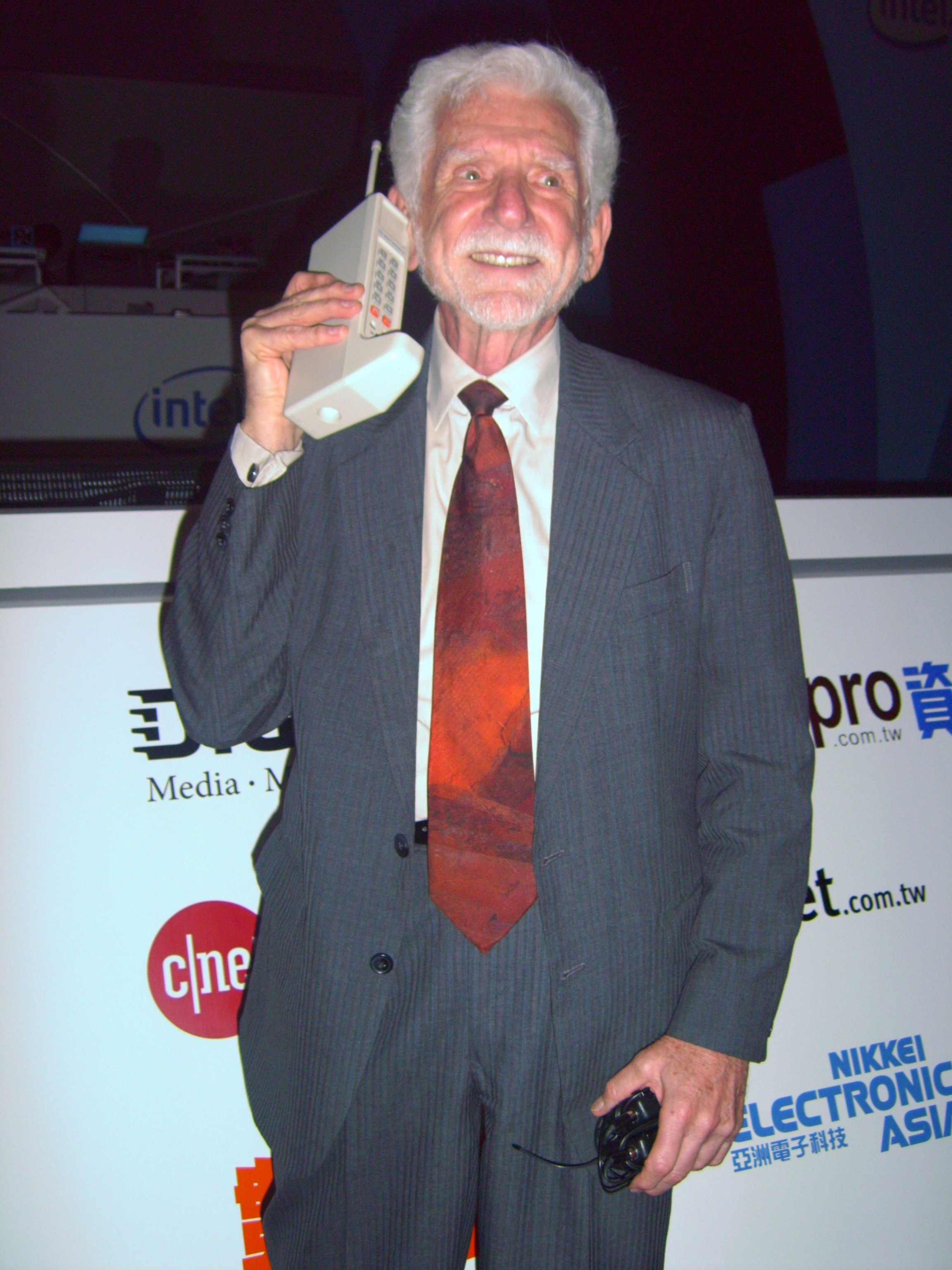
Martin Cooper với chiếc Motorola DynaTAC
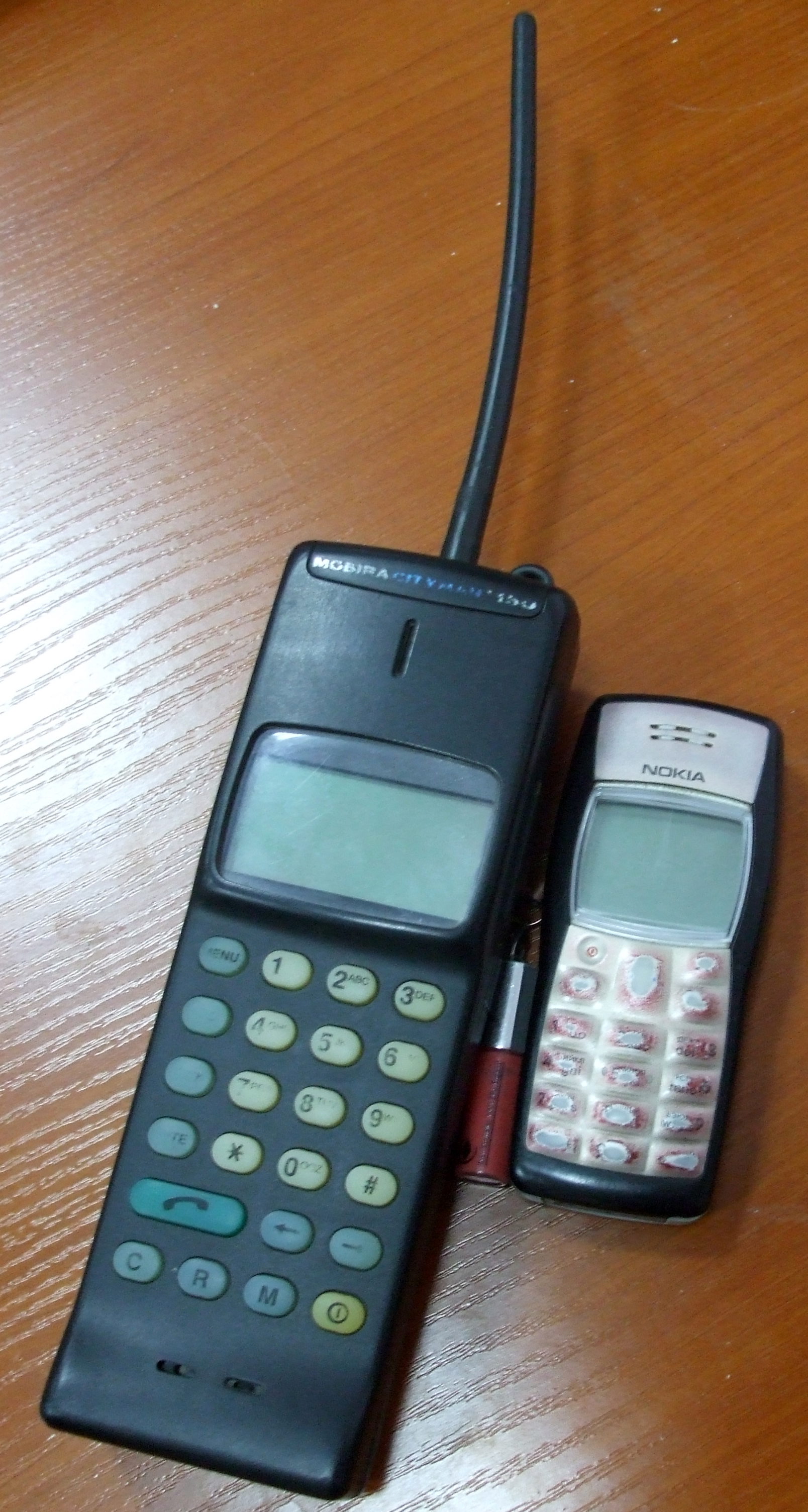
Nokia Mobira Cityman 150 năm 1989 và nokia 1100 năm 2003
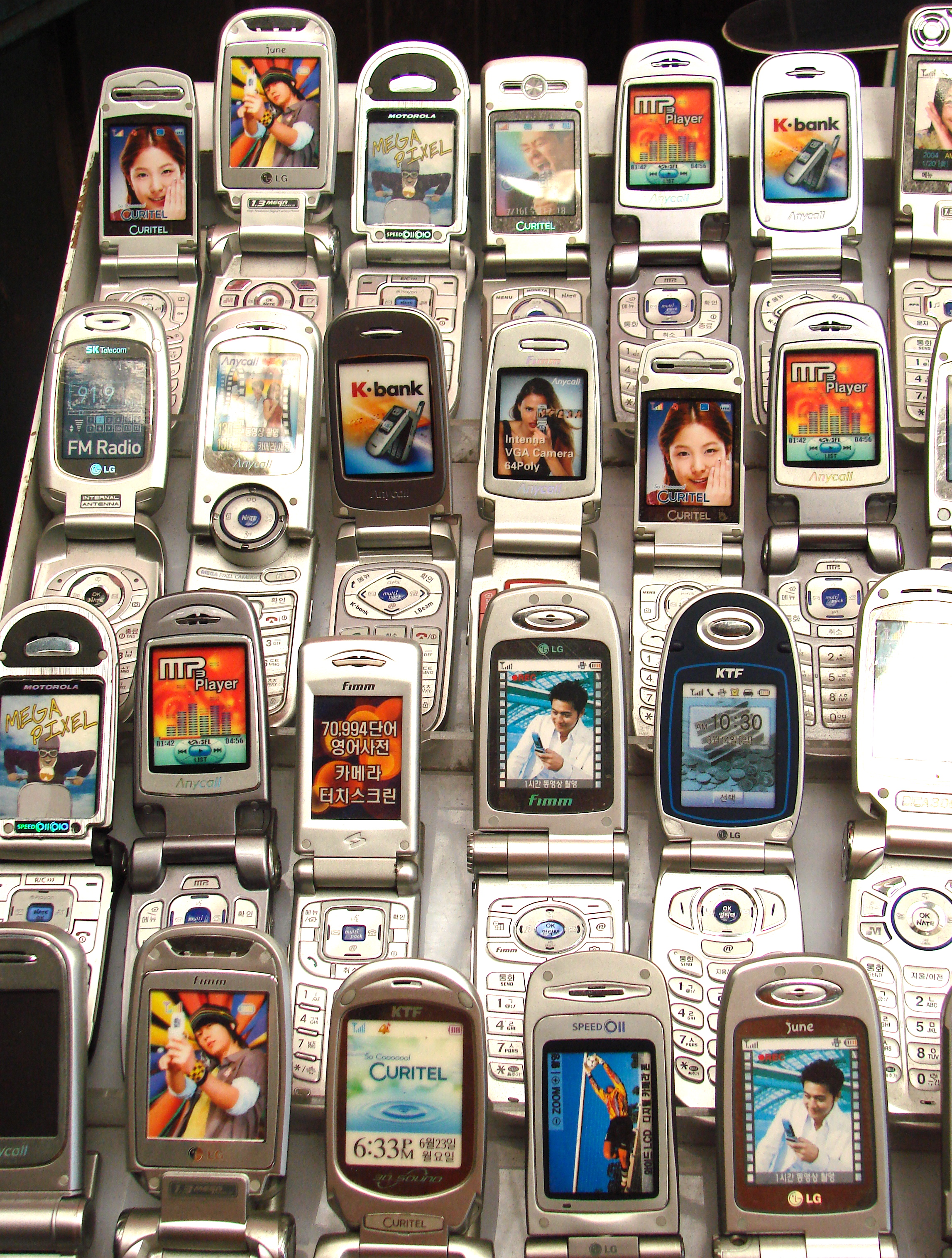
Điện thoại mẫu Hàn Quốc
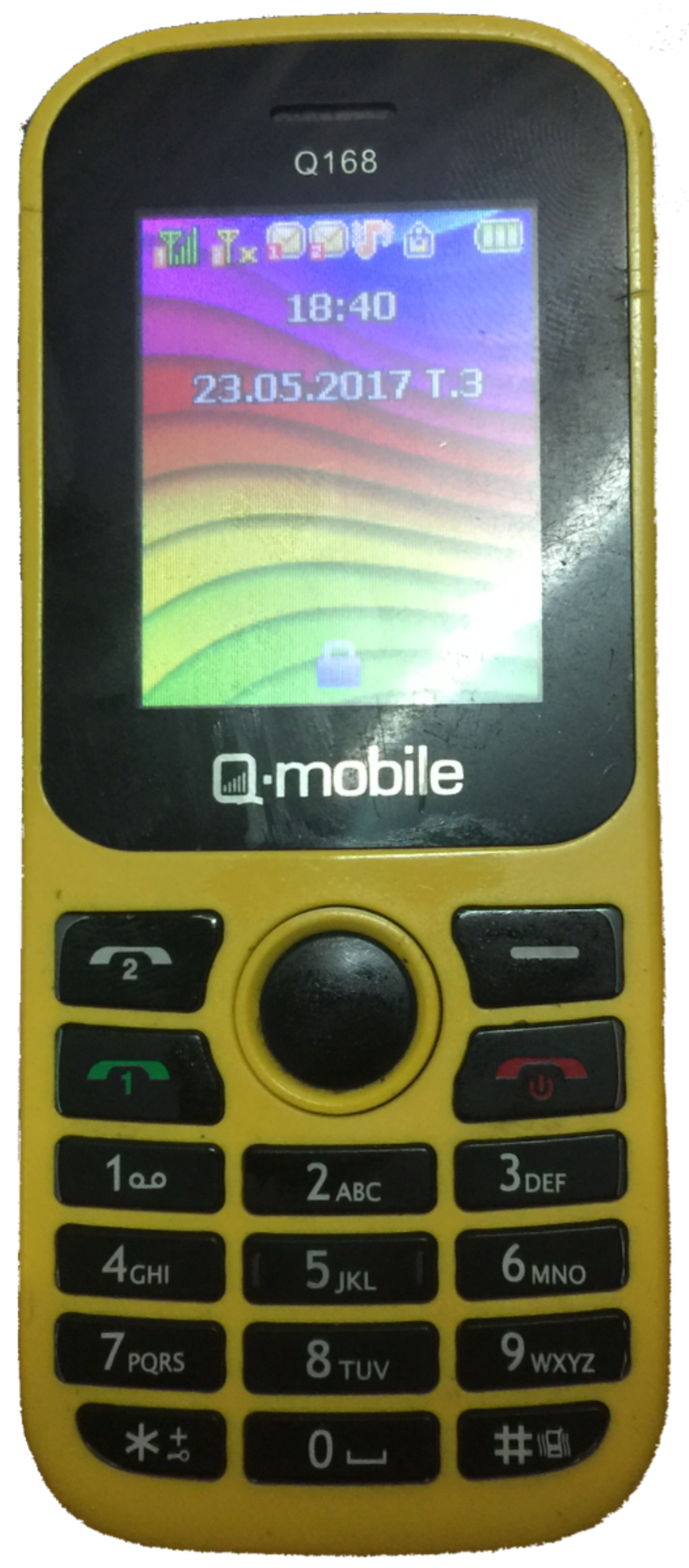
Qmobile Q168 năm 2014
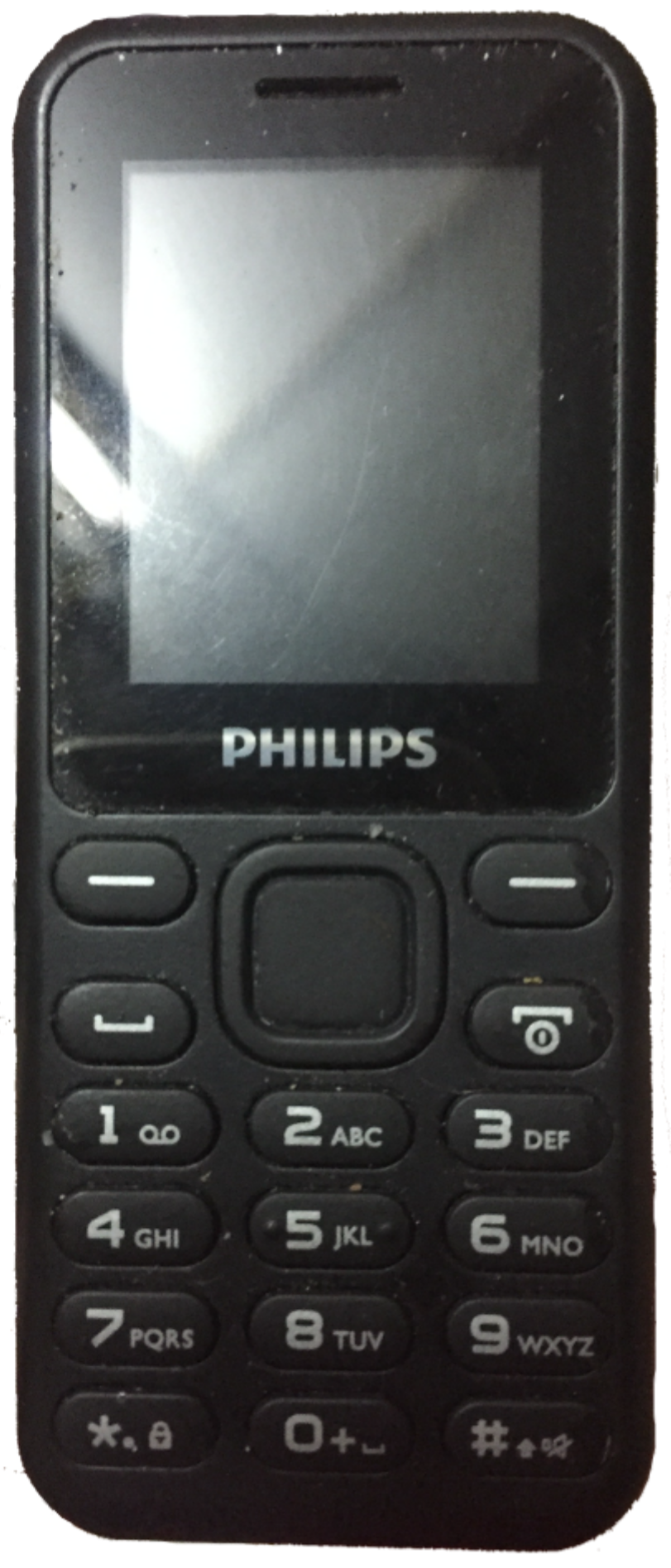
Philips E105 năm 2015
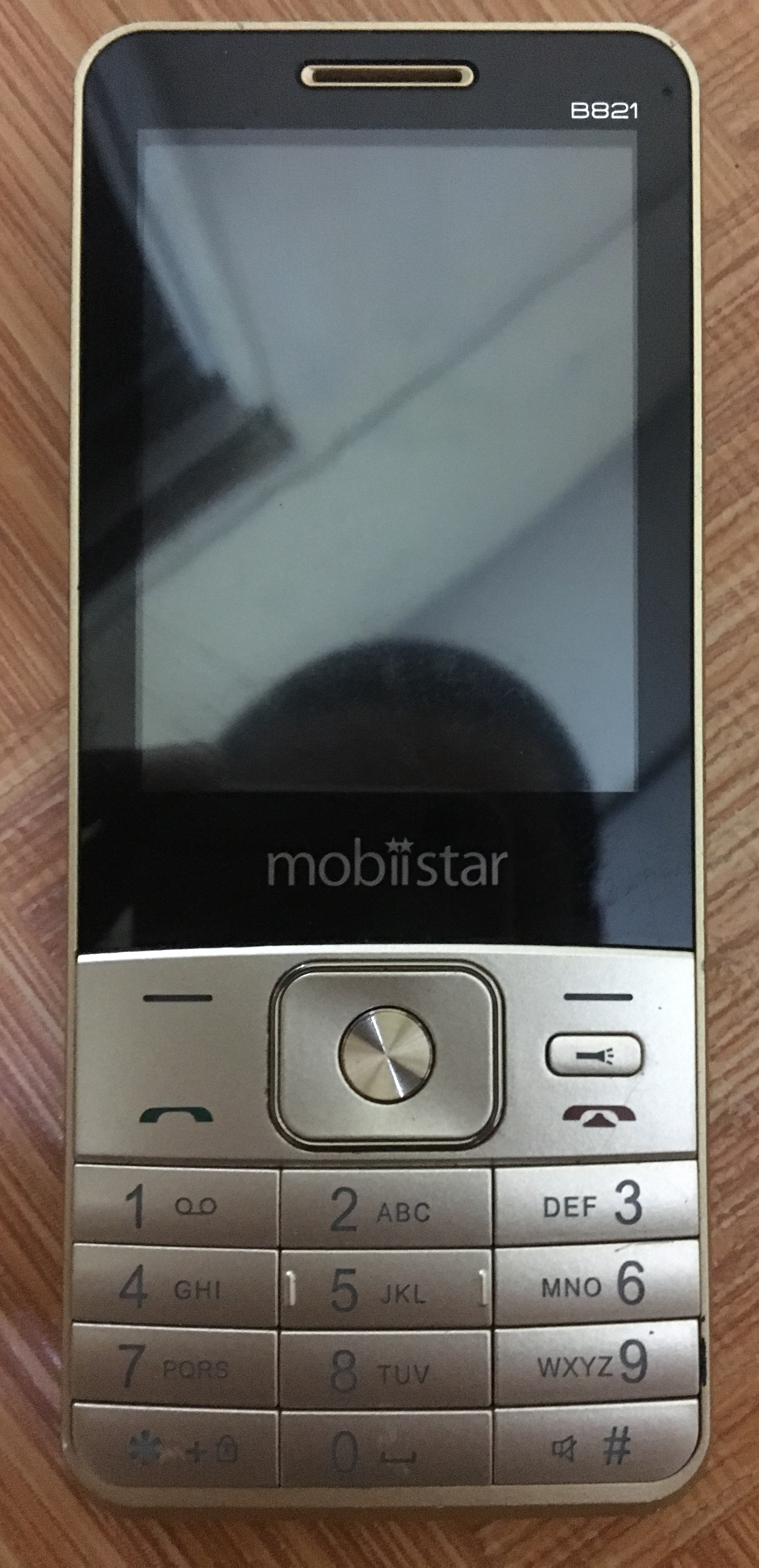
Mobiistar B821 năm 2017
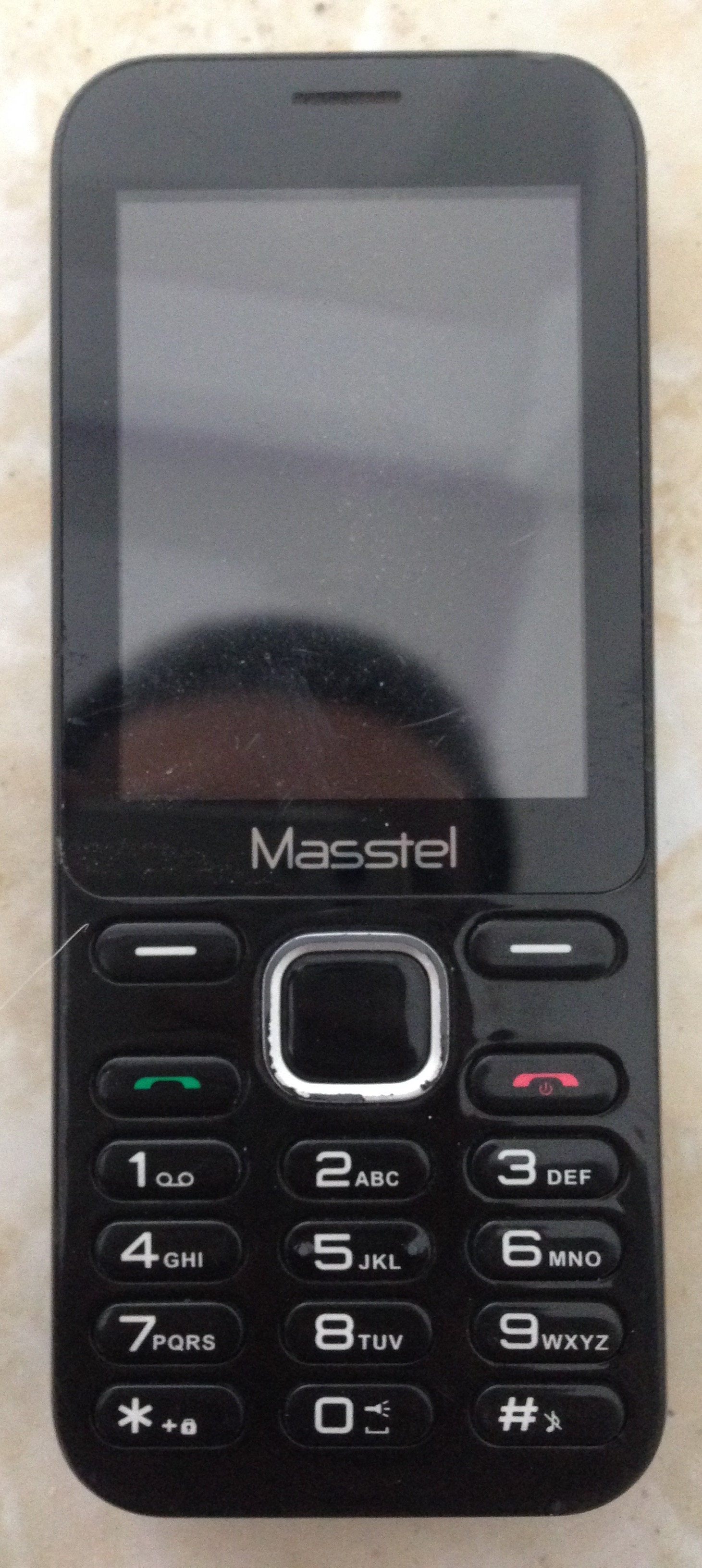
Masstel A235 năm 2015
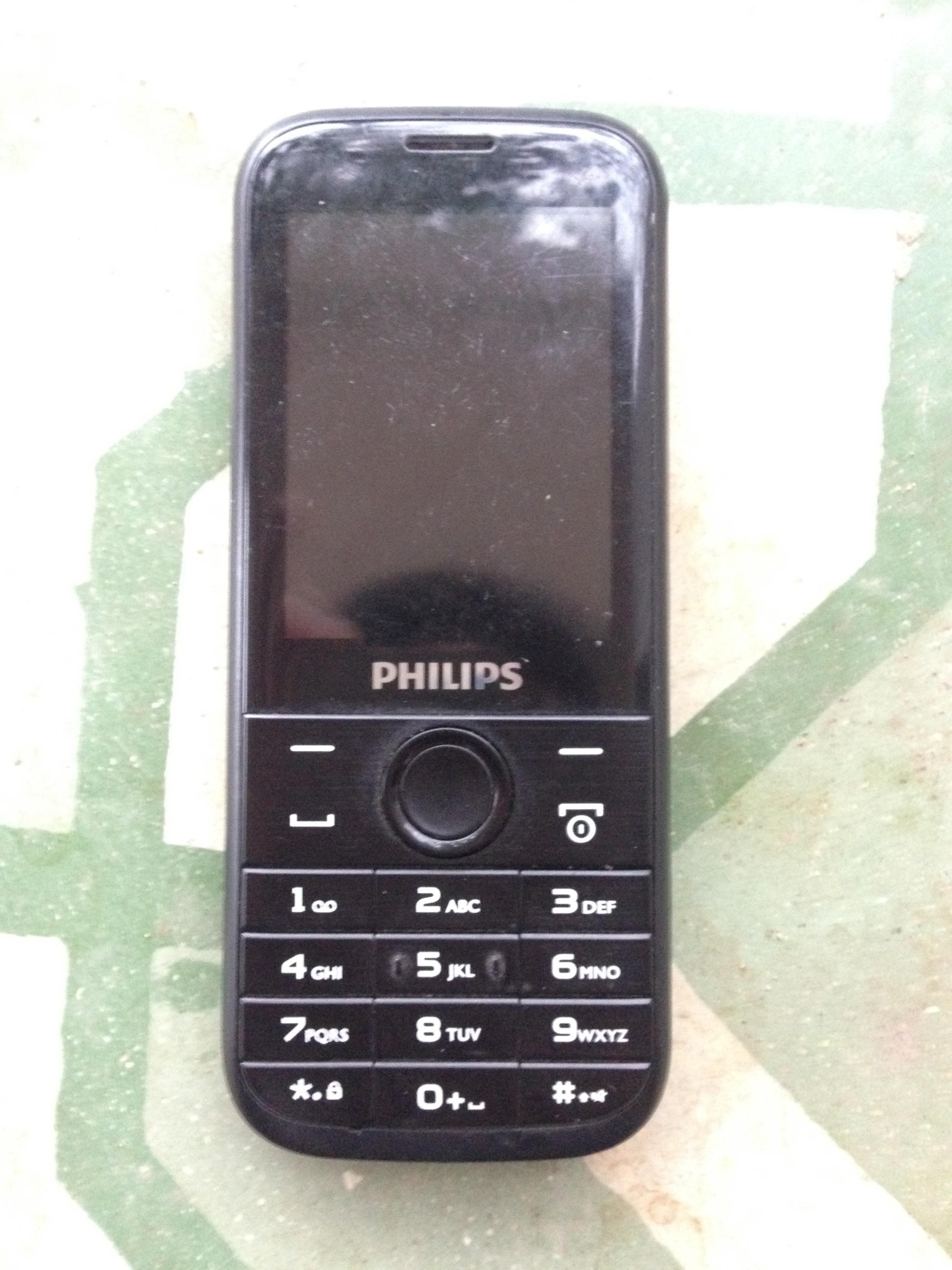
Philips E160 năm 2015
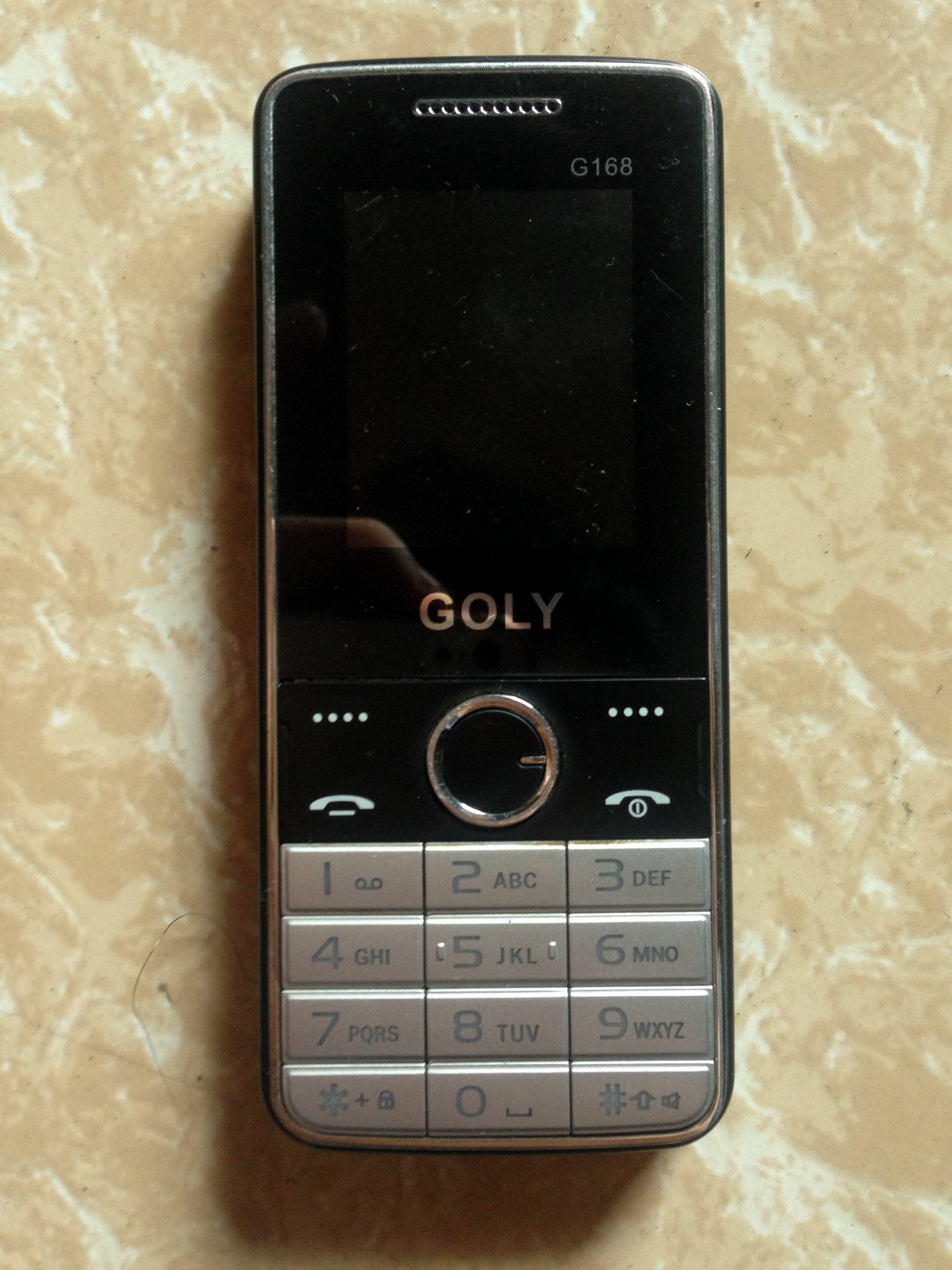
Goly G168 năm 2016